# インドールピルビン酸 C-メチルトランスフェラーゼ
インドールピルビン酸 C-メチルトランスフェラーゼ(Indolepyruvate C-methyltransferase、EC 2.1.1.47)は、以下の化学反応を触媒する酵素である。
S-アデノシル-L-メチオニン + (インドール-3-イル)ピルビン酸{\displaystyle \rightleftharpoons }S-アデノシル-L-ホモシステイン + (3S)-3-(インドール-3-イル)-3-オキソブタン酸
従って、この酵素の2つの基質はS-アデノシル-L-メチオニンと(インドール-3-イル)ピルビン酸、2つの生成物はS-アデノシル-L-ホモシステインと(3S)-3-(インドール-3-イル)-3-オキソブタン酸である。
この酵素は、転移酵素、特に1炭素基を転移させるメチルトランスフェラーゼのファミリーに属する。系統名は、S-アデノシル-L-メチオニン:(インドール-3-イル)ピルビン酸 C-メチルトランスフェラーゼ(S-adenosyl-L-methionine: (indol-3-yl)pyruvate C-methyltransferase)である。この酵素は、トリプトファン代謝に関与している。